# سكوت إريكسون (ملحن)
سكوت إريكسون (بالإنجليزية: Scott Erickson)‏ هو ملحن ومنتج أسطوانات أمريكي، ولد في 17 أكتوبر 1967 في أبلتون في الولايات المتحدة.

## وصلات خارجية
- الموقع الرسمي
- سكوت إريكسون على موقع IMDb (الإنجليزية)
- سكوت إريكسون على موقع ميوزك برينز (الإنجليزية)